# Arthur Weil (Rabbiner)

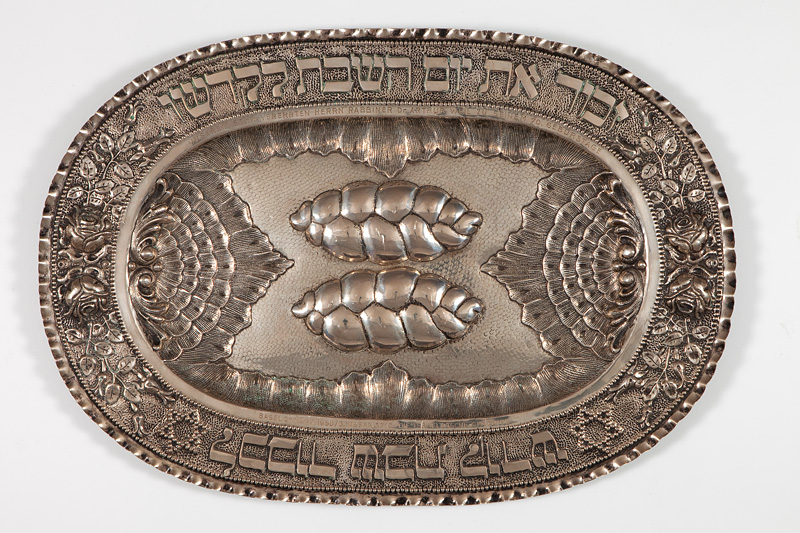
Challa-Teller, an Rabbiner Arthur Weil gewidmet, in der Sammlung des Jüdischen Museums der Schweiz

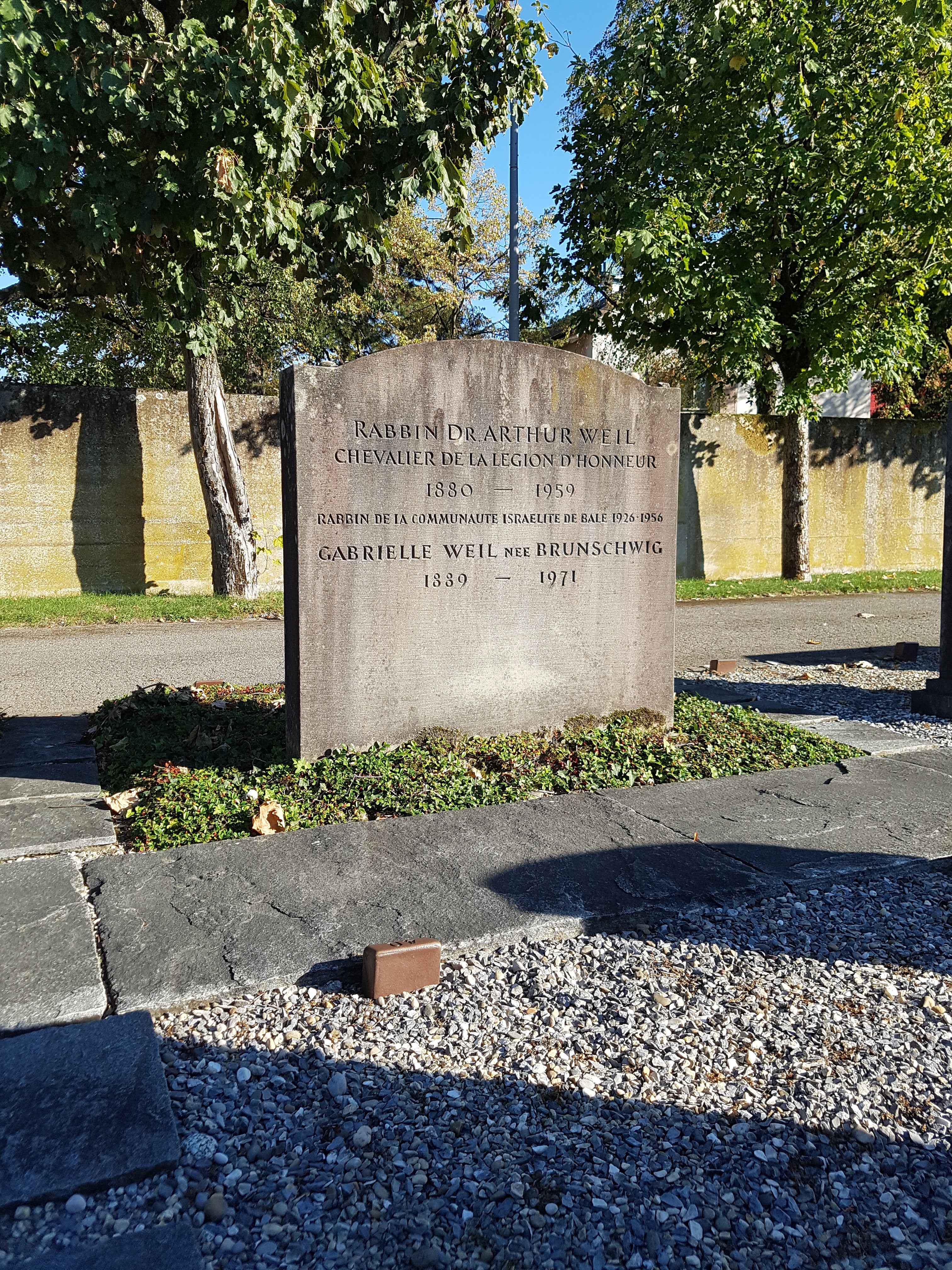
Grab auf dem Israelitischen Friedhof Basel

Arthur Weil (* 21. März 1880 in Hatten; † 23. Juni 1959 in Riehen) war ein französischer Rabbiner.

## Leben
Weil absolvierte das Abitur in Hatten und erlangte 1906 das Rabbinerdiplom des orthodoxen Rabbinerseminars zu Berlin. 1907 wurde er in Orientalia und Philosophie an der Universität Straßburg promoviert. Von 1908 bis 1911 arbeitete er als Religionslehrer an der Gemeinde Rue Cadet in Paris. Von 1912 bis 1925 war er Direktor der Religionsschule der Kultusgemeinde Straßburg, gleichzeitig war er von 1915 bis 1925 als Rabbiner in Bischheim tätig. Von 1926 bis 1956 war Weil Rabbiner der Israelitischen Gemeinde Basel. 1927 spaltete sich die streng orthodoxe Israelitische Religionsgesellschaft Basel ab. Im selben Jahr gründete er den Jugendbund Emuna Basel.

## Werke
- Die Veziere Aegyptens zur Zeit des „neuen Reiches“ (um 1600–1100 v. Chr.). Schultz, Straßburg 1908 (Dissertation).
- Contes et légendes d’Israël. Nathan, Paris 1928.
- Histoire sainte illustrée à l’usage de la jeunesse israélite. Goldschmidt, Basel 1944.
- Die Schechita nach vorangehender Betäubung. Bericht über Diskussionen und Beschlüsse der Rabbinen in der Schweiz. Aktenmäßig dargestellt. Israelitische Gemeinde, Basel 1945.
- Aus ernster Zeit. Religiöse Betrachtungen 1932–1945. Brin, Basel 1947.
- Zwischen Gola und Medina. Predigten der Zeit. Brin, Basel 1951.
- Moses Maimonides (Rambam), 1135–1204, 4895–4965. Zur Erinnerung an seinen 750. Todestag. Rabbinerverband der Schweiz, Basel 1954.